# Manoir de Kérépol
Le manoir de Kérépol est situé à Plouaret en France.

## Localisation
Le manoir est situé sur la commune de Plouaret au lieu-dit de Kérépol à l'ouest du bourg dans le département des Côtes-d'Armor, dans la région Bretagne.

## Description
Le manoir est constitué par un corps de logis qui occupe le côté ouest d'une cour fermée avec porte charretière et porte piétonne ; deux ailes de dépendances encadrent la cour au nord et au sud.

## Historique
Le manoir a été construit au XVIe siècle et XVIIe siècle. La seigneurie de Kérépol appartenait à la famille de Kergariou. 
Il est inscrit partiellement au titre des monuments historiques par arrêté du 18 mars 1991.

## Protection
Éléments protégés : le logis ; le mur d'enceinte avec la double porte.

## Galerie

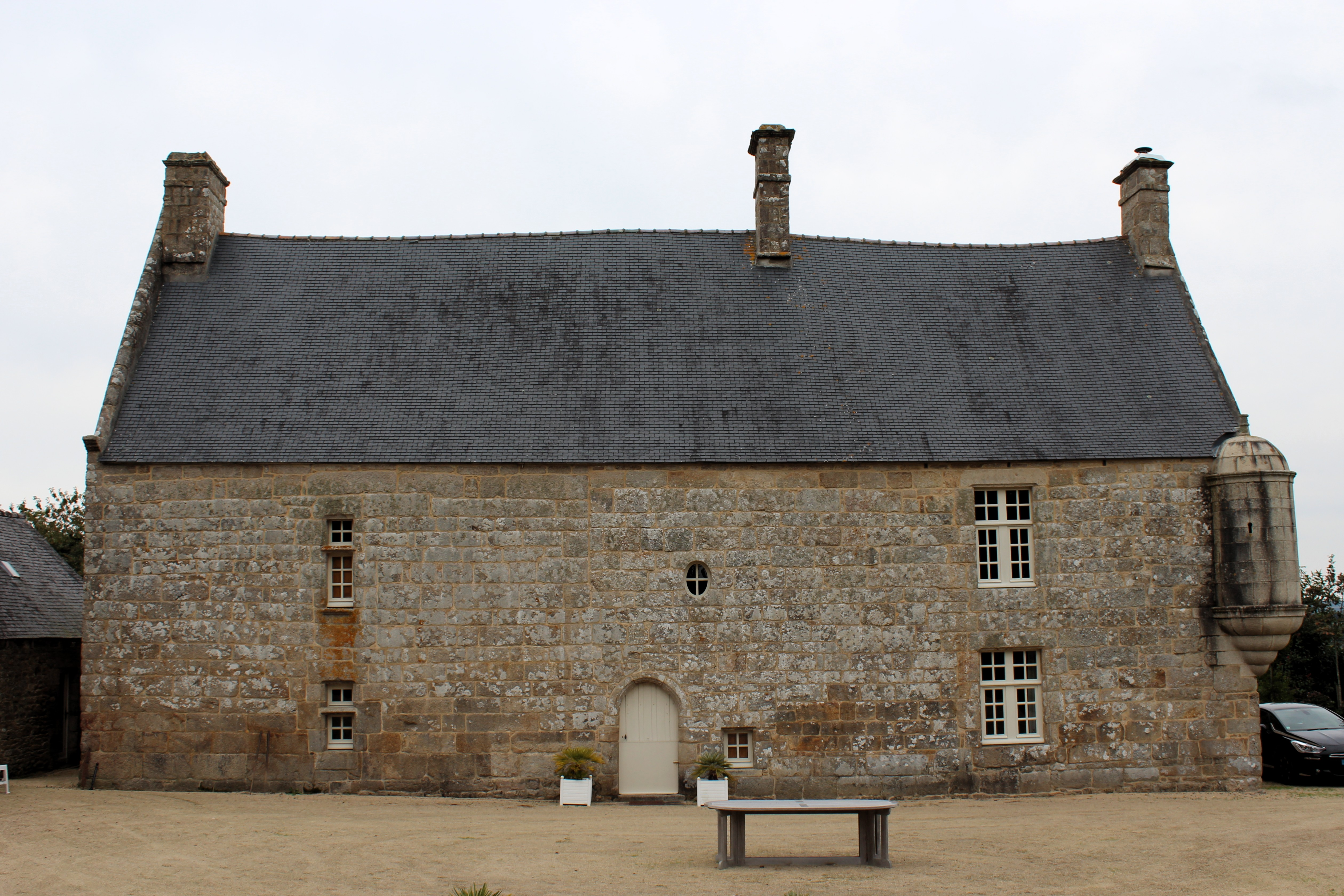
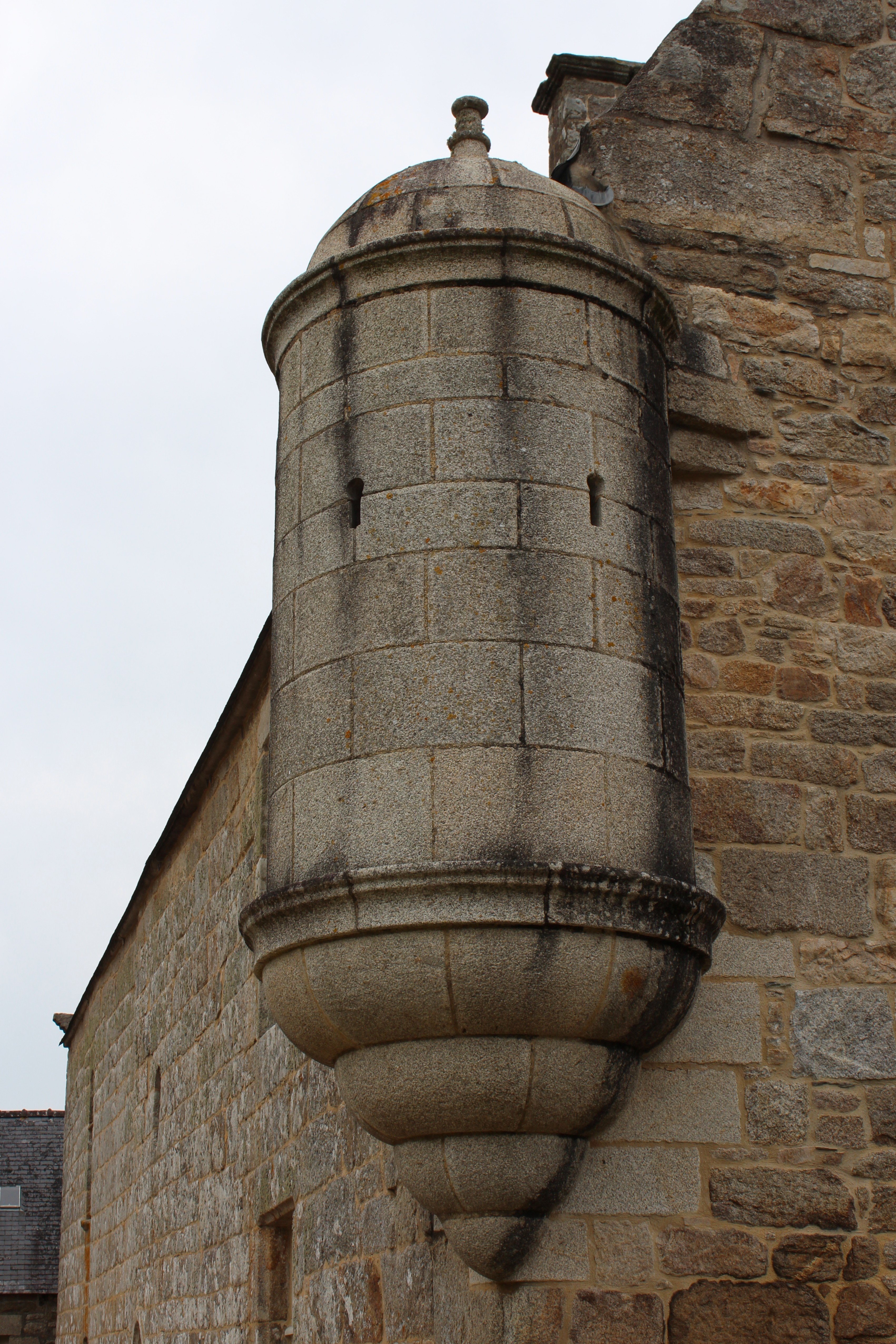
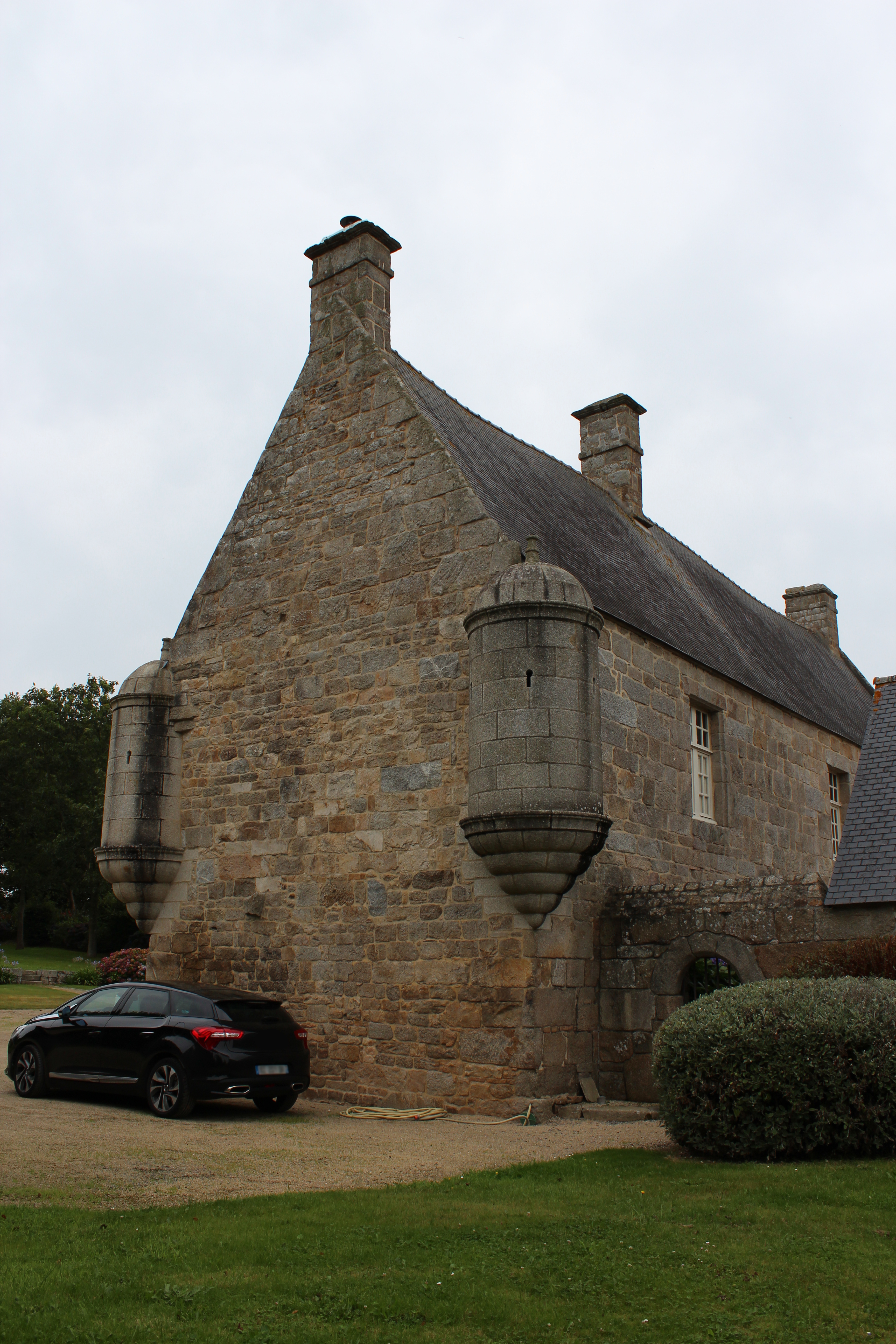
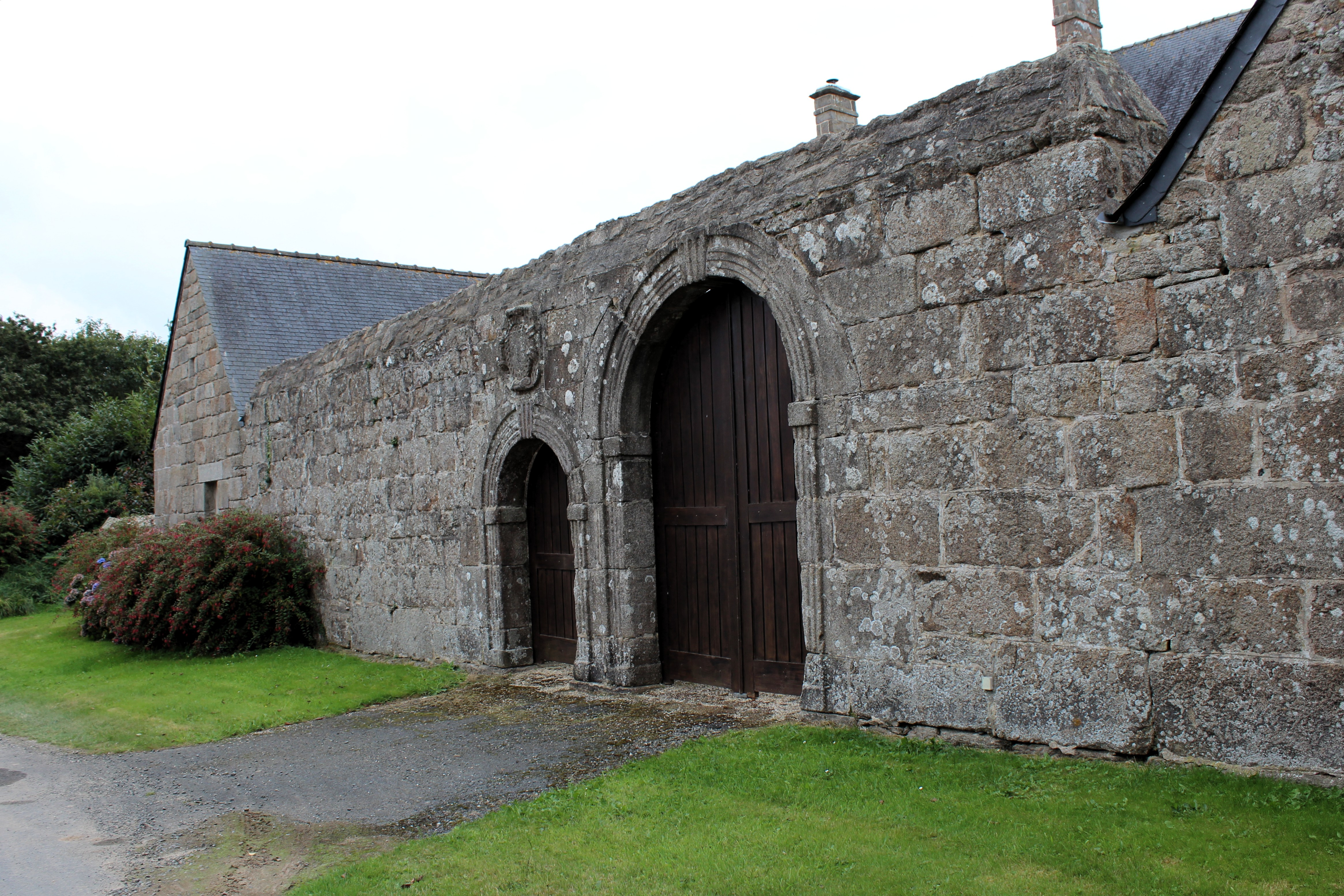